# Балансовий прибуток
Бала́нсовий прибу́ток — це сума фінансових результатів від усіх видів діяльності підприємства за звітний період, що складається з фінансового результату від реалізації продукції (робіт, послуг), включаючи продукцію підсобних, допоміжних та обслуговуючих виробництв і господарств, основних фондів, нематеріальних активів, цінних паперів, валютних цінностей, інших видів фінансових ресурсів та матеріальних цінностей, а також прибуток від орендних (лізингових) операцій, роялті та інших позареалізаційних операцій.
Балансовий прибуток — це загальна сума прибутку від усіх видів діяльності. Більшу частину прибутку підприємство отримує від основної виробничої діяльності. 
Прибуток від допоміжної діяльності — це частина прибутку, утворена внаслідок виконання для інших підприємств непромислових робіт і послуг (будівельних, транспортних тощо), реалізації продукції підсобного сільського господарства, надання платних послуг населенню.
Прибуток від позареалізаційної діяльності — це різниця (сальдо) між штрафами, пенею, неустойками, одержаними й сплаченими, доход від операцій з тарою, орендна плата від падання в оренду приміщень тощо. 
Засновницький прибуток — це доход, який отримує засновник акціонерного підприємства (товариства) при відкритій підписці на акції.